# When Lincoln Paid
When Lincoln Paid er en amerikansk stumfilm fra 1913 af Francis Ford.

## Medvirkende
- Francis Ford som Abraham Lincoln.
- Ethel Grandin som Mrs. Barnes.
- Charles Edler som Porter.
- Jack Conway som Bob Porter.
- Joe King som John Wade.